# 兰格湖裸鲤
兰格湖裸鲤（学名：Gymnocypris chui）为輻鰭魚綱鯉形目鲤科裸鲤属的鱼类，俗名翘嘴裸鲤，是中国的特有物种。分布于西藏拉孜县木扎乡兰格湖和西藏阿里玛法木错和兰嘎错等，主要生活于湖区。该物种的模式产地在西藏拉孜的兰格湖浪错，體長可達24.5公分。

## 扩展阅读
維基物種上的相關：兰格湖裸鲤